# Ischasioides
Ischasioides är ett släkte av skalbaggar. Ischasioides ingår i familjen långhorningar.
Kladogram enligt Catalogue of Life:
| Ischasioides | \| \| Ischasioides crassitarsis \| \| \| \| \| \| Ischasioides gounellei \| \| \| \| |
|              | \| \| Ischasioides crassitarsis \| \| \| \| \| \| Ischasioides gounellei \| \| \| \| |
|              | Ischasioides crassitarsis                                                            |
|              |                                                                                      |
|              | Ischasioides gounellei                                                               |
|              |                                                                                      |